# George Windle Read

George Windle Read

George Windle Read (* 19. November 1860 in Indianola, Iowa; † 6. November 1934 in Washington, D.C.) war ein Generalmajor der United States Army. Er kommandierte unter anderem das V. Korps.
Nach seiner Schulzeit absolvierte George Read zwischen dem 1. Juli 1879 und dem 13. Juni 1883 die United States Military Academy in West Point. Nach seiner Graduation wurde er als Leutnant der Infanterie zugeteilt. In der Armee durchlief er anschließend alle Offiziersränge vom Leutnant bis zum Zwei-Sterne-General. Er diente zunächst im 16. Infanterie-Regiment und dann beim 5. Kavallerie-Regiment. Bis 1889 diente er auch im Westen der Vereinigten Staaten, wobei er an der Endphase der Indianerkriege beteiligt war. Zwischen 1889 und 1893 unterrichtete er an der University of Iowa die Fächer Militärwissenschaft und Taktik. Anschließend wurde er nach Fort Sam Houston in Texas versetzt, wo er im 5. Kavallerie-Regiment als Quartiermeister und danach als Stabsoffizier Dienst tat.
George Read nahm auch am Spanisch-Amerikanischen Krieg teil. Dort diente er bis 1899 in einem Ordonanzkorps, das auf Kuba stationiert war. Es folgten kurze Versetzungen nach Fort Bayard im New-Mexico-Territorium, Fort Duchesne in Utah und Fort Grant in Arizona. Anschließend wurde er auf die Philippinen versetzt, wo er als Hauptmann auf Luzon eine Schwadron kommandierte. Danach war er in Monterey in Kalifornien, in West Point in Kentucky und auf Hawaii stationiert. Es folgten weitere kurze Dienstzeiten an verschiedenen Standorten der Armee unter anderem auch auf den Philippinen und in Puerto Rico. Zwischenzeitlich war er auch Stabsoffizier im Generalstab in Washington, D.C. Im Jahr 1914 absolvierte er das United States Army War College.
Danach war er in Texas und Arizona stationiert, ehe er zwischen 1915 und 1917 dem Generalstab im Kriegsministerium der Vereinigten Staaten angehörte. Zu Beginn der amerikanischen Intervention in den Ersten Weltkrieg war Read Kommandeur der 152d Depot Brigade, die in Camp Upton im Bundesstaat New York beheimatet war. Dort wurden unter anderem Rekruten für den Kriegseinsatz ausgebildet. Später übernahm er als Nachfolger von J. Franklin Bell das Kommando über die 77. Infanterie-Division und dann über die 15. Kavallerie-Division. Dabei war er in Texas und Arizona stationiert. Es folgte seine Ernennung zum Kommandeur der 30. Infanterie-Division, mit der er im Mai 1918 zum Kriegseinsatz in Europa aufbrach. Schon im Juni erhielt er mit dem Oberbefehl über das II. Corps eine neue Berufung, Anfang Juli wurden die ihm unterstellte 33. Infanterie-Division an britische und australische Großverbände aufgeteilt und nahm als Reserve an der Schlacht von Hamel teil. Seine Truppen waren dann an der Hunderttageoffensive beteiligt, in deren Verlauf die Deutschen sich hinter die Hindenburglinie zurückziehen mussten. Read behielt sein Kommando über das II. Corps bis zu dessen Auflösung am 1. Februar 1919. Danach leitete er in Le Havre die amerikanische Einschiffung zur Rückkehr der Truppen in die USA. Für kurze Zeit kommandierte er dann die zu den Besatzungstruppen in Deutschland gehörende 42. Infanterie-Division bis zu deren Auflösung.
Danach war er bis 1922 als Nachfolger von Charles P. Summerall letzter Kommandeur des V. Korps, das dann vorübergehend aufgelöst und erst im Jahr 1940 in voller Stärke reaktiviert wurde. Seit März 1921 bekleidete George Read den Rang eines Generalmajors der regulären Armee. Sein letztes Kommando hatte er zwischen 1923 und 1925 als Befehlshaber des Philippine Department. Damit kommandierte er die amerikanischen Heeresstreitmächte auf den Philippinen. Anschließend ging er in den Ruhestand, den er in Upper Providence in Pennsylvania verbrachte. Seit 1886 war er mit Burton Young (1868–1944), einer Tochter von General Samuel Young (1840–1924), dem ersten Chief of Staff of the Army, verheiratet. Der Sohn George Windle Read junior (1900–1974) brachte es in der Armee bis zum Generalleutnant. George Read starb am 6. November 1934 in Washington und wurde auf dem Nationalfriedhof Arlington beigesetzt.

## Orden und Auszeichnungen
George Read erhielt im Lauf seiner militärischen Laufbahn unter anderem folgende Auszeichnungen:
- Army Distinguished Service Medal
- Order of the Bath (britisch)
- Orden der Ehrenlegion (französisch)
- Croix de guerre 1914–1918 (französisch)